# Dogon-Dolch
Der Dogon-Dolch ist ein Dolch der Dogon aus Westafrika. 

## Beschreibung
Der Dogon-Dolch hat eine keilförmige, schmale, zweischneidige Klinge. Die Klinge hat keinen Mittelgrat und keinen Hohlschliff. Die Klinge und der Griff bestehen aus einem Stück gelbgussartigem Material, welches mittels Wachsausschmelzverfahren zu dem Dolch geformt wurde. Der Griff ist mit figürlichen Darstellungen von Reitern verziert, welche ein bekanntes Motiv bei den Dogon sind. Der Dolch wurde als Kultwaffe verwendet.